# John Huchra
John Peter Huchra (ur. 23 grudnia 1948, zm. 8 października 2010) – amerykański profesor astronomii. Był członkiem władz rektorskich Uniwersytetu Harvarda, profesorem astronomii w Harvard-Smithsonian Center for Astrophysics. Od 2007 przewodniczył amerykańskiemu komitetowi Międzynarodowej Unii Astronomicznej.
W 1975 wraz z Schelte Busem odkrył jedną planetoidę – (2174) Asmodeus. Odkrył także kometę C/1973 H1 (Huchra).
Wraz z Margaret Geller został w 1989 odkrywcą olbrzymiej struktury naszego Wszechświata – Wielkiej Ściany. Odkrycie to zostało dokonane na podstawie rezultatów uzyskanych w ramach projektu CfA Redshift Survey.
W uznaniu jego pracy jedną z planetoid nazwano (4656) Huchra.